# 172593 Vörösmarty
A 172593 Vörösmarty (ideiglenes jelöléssel (172593) 2003 VM) a Naprendszer kisbolygóövében található aszteroida. Sárneczky Krisztián és Mészáros Szabolcs fedezte fel 2003. november 5-én.